# Toledo, cruce de destinos
Toledo, cruce de destinos es una serie de televisión producida por Boomerang TV para la cadena española Antena 3. El primer capítulo se estrenó el 10 de enero de 2012, a las 22:30. Se trata de una serie de aventuras, romance e intrigas palaciegas en la época del rey Alfonso X el Sabio. 

## Reparto
| Personaje                                          | Intérprete                  |
| -------------------------------------------------- | --------------------------- |
| El rey Alfonso X el Sabio                          | Juan Diego                  |
| Violante, esposa del rey Alfonso                   | Patricia Vico / Sara Sálamo |
| Fernando, hijo menor del rey Alfonso               | Jaime Olías                 |
| Martín Pérez de Ayala                              | Maxi Iglesias               |
| Fátima Al-Jazym                                    | Paula Rego                  |
| Rodrigo Pérez de Ayala                             | Eduard Farelo               |
| El arzobispo Rogelio Oliva                         | Rubén Ochandiano            |
| Sancho IV de Castilla, primogénito del rey Alfonso | Miguel Barberá              |
| El Conde de Miranda                                | Fernando Cayo               |
| Cristóbal Díez                                     | Adrián Expósito             |
| Abu Bark                                           | Daniel Holguín              |
| Taliq Al-Jazym, padre de Fátima                    | Mario Vedoya                |
| Abraham Rubini                                     | Álex Angulo (†)             |
| Blanca Pérez de Ayala                              | Beatriz Vallhonrat          |
| Diana                                              | Paula Cancio                |
| Humberto de Miranda                                | Carlos Serrano              |
| Beatriz de Suma Carrera                            | Elena Rivera                |
| Elvira                                             | Petra Martínez              |

Otros colaboradores: Cuco Usín, Félix Cubero, Cristian Valencia, Mario de la Rosa y Marta López.

## Episodios
| N.º | Título                    | Fecha de emisión      | Audiencia         |
| --- | ------------------------- | --------------------- | ----------------- |
| 1   | «El regreso»              | 10 de enero de 2012   | 3 541 000 y 19,7% |
| 2   | «El pacto»                | 17 de enero de 2012   | 3 102 000 y 16,5% |
| 3   | «Cruce de destinos»       | 24 de enero de 2012   | 2 524 000 y 13,3% |
| 4   | «Pacto de mentiras»       | 31 de enero de 2012   | 2 442 000 y 13,6% |
| 5   | «El destino»              | 7 de febrero de 2012  | 2 449 000 y 13,6% |
| 6   | «El fuego de San Antonio» | 14 de febrero de 2012 | 2 430 000 y 13,1% |
| 7   | «Aquitania»               | 10 de enero de 2012   | 2 287 000 y 12,6% |
| 8   | «Tormenta de estrellas»   | 28 de febrero de 2012 | 2 161 000 y 11,8% |
| 9   | «Traición»                | 6 de marzo de 2012    | 2 335 000 y 12,8% |
| 10  | «El último templario»     | 13 de marzo de 2012   | 2 368 000 y 13,2% |
| 11  | «La culpa»                | 20 de marzo de 2012   | 2 196 000 y 12,1% |
| 12  | «Redención»               | 27 de marzo de 2012   | 2 267 000 y 12,0% |
| 13  | «La última batalla»       | 3 de abril de 2012    | 2 084 000 y 11,1% |

## Ambientación histórica
Pese a que se trata de una serie de televisión y que, por ese motivo, es fundamentalmente divulgativa, son un hecho las diferencias existentes de la serie con la Historia real del Toledo del siglo XIII y la historia personal y política de Alfonso X. En la serie, Sancho es el mayor de sus hijos, y Fernando de la Cerda, de unos veinte años, es el menor, cuando la realidad es que Fernando, además de ser el mayor y por tanto el sucesor, a esa edad estaba casado y tenía dos hijos pequeños, los infantes de la Cerda. Así mismo, no vivía despreocupado e indiferente a la política de su padre, pues murió precisamente a esa edad a punto de enfrentarse a los Benimerines en Andalucía. La corona zigzaguea entre los hermanos en la serie sin tener en cuenta las leyes y costumbres de primogenitura.
Por otro lado, Sancho es presentado como hijo de un anterior matrimonio del rey, cuando Violante de Aragón fue la única esposa de Alfonso X y, además de Sancho y Fernando, tuvieron nueve hijos más. La infidelidad de Alfonso con Diana, además, tiene reacciones muy exageradas y adaptadas a nuestros tiempos. El rey Alfonso X reconoció hasta cinco hijos entre naturales (es decir, anteriores del matrimonio) e ilegítimos de cuatro mujeres distintas, que la Historia no ha dado a conocer.

## Capítulos
Capítulo 1: El regreso
En la segunda mitad del siglo XIII, la península ibérica es un enorme campo de batalla entre los reinos cristianos y los musulmanes del sur.
Rodrigo, noble guerrero cristiano, regresa a casa tras una larga campaña. Pero al llegar, encuentra su castillo arrasado y a su esposa y a su primogénito cruelmente asesinados por guerreros musulmanes comandados por el temible Abu Bark. Tan sólo encuentra dos supervivientes, Blanca y Martín, sus hijos pequeños. Allí mismo, jura venganza contra Abu Bark.
Diez años después, tras décadas de cruentas batallas, Alfonso X, rey de Castilla, logra llegar a una precaria paz con los reinos musulmanes. Para lograr el final de la guerra, el Rey llama a su lado a Rodrigo y le pide que abandone las armas, la vida de guerrero, y se una a él como su Magistrado Real para lograr la paz y la convivencia pacífica entre las tres culturas de la ciudad.
Rodrigo no va a tener fácil repartir justicia en una ciudad en la que no todo el mundo desea el final de la guerra. Una de esas personas a quienes la paz no beneficia en absoluto es el poderoso Conde de Miranda, un hombre sin escrúpulos que sólo piensa en su beneficio personal. Miranda, apoyado por el taimado arzobispo Oliva, hará todo lo posible para entorpecer el tratado.
Junto a Rodrigo, sus dos hijos se trasladan a Toledo. Blanca se ha convertido en una bella e inocente jovencita, encantada de trasladarse a la Corte. Por su parte, Martín es un joven valiente e impulsivo que ha crecido alimentándose con la leyenda de su padre, con sus gestas heroicas. Su sueño es seguir sus pasos y convertirse en un guerrero.
Pero su padre tiene otros planes para él. No se convertirá en guerrero, sino que se encargará de la seguridad del infante Fernando, el hijo de Alfonso X y la reina Violante y posible heredero al trono. A Martín esto no le sienta nada bien. No sólo su padre no ha consumado la venganza contra Abu Bark, sino que no le deja convertirse en guerrero y, además, le obliga a hacer de niñera. Pero Martín pronto comprobará que sus habilidades en combate le van a ser de mucha ayuda, pues hay alguien muy interesado en acabar con Fernando.
Por otro lado, su odio ciego hacia todo lo musulmán se tambaleará cuando conozca a Fátima, una bellísima joven musulmana que no podrá quitarse de la cabeza por mucho que lo intente.
Capítulo 2: El pacto
La violación de una joven tabernera a manos de un noble borracho pondrá a prueba la lealtad de Rodrigo a la corona, pues el violador es Humberto, hijo del Conde de Miranda. Y con la amenaza de una guerra con Navarra, lo último que Alfonso X necesita es perder el apoyo del poderoso Conde.
Martín necesita acudir a la Escuela de Traductores de la ciudad para ampliar sus conocimientos, por lo que descuida a Fernando y a Cristóbal que, a pesar de la prohibición del Rey de abandonar palacio, se escabullen hacia la ciudad disfrazados de plebeyos. Pero en una taberna de mala muerte tendrán un encuentro que pondrá en peligro, de nuevo, al infante.
Martín sigue visitando a Fátima a escondidas. El joven tiene claro lo que siente por ella y sabe que es recíproco pese a que la hija de Taliq se resista. Martín le pide que sea su maestra y ésta acepta sabiendo que estará cerca de él.
La posición de Sancho, hijo del rey, ha hecho de él un ser ambicioso y maquiavélico a la vez que Cobarde. Sancho se desquita de sus temores abusando de Diana, la dama de la corte, de quién está enamorado. Un amor lleno de pasión y poder sin futuro aparente.
Capítulo 3: Saber perder
La reina Violante elige a Blanca para abrir el baile inaugural de los festejos. Para la joven es la gran oportunidad de presentarse en la Corte por todo lo alto. Pero a Diana, hasta ahora encargada de abrir los bailes todos los años, no le sienta muy bien el trato de favor que recibe la hija del Magistrado. Es posible que tenga que bajarle los humos a Blanca.
Mientras Toledo se prepara para los festejos del aniversario del infante Sancho, una serie de extraños y sangrientos asesinatos conmocionan la ciudad. Cuando las pruebas remitan a rituales cabalísticos y corran los rumores de brujería, Rodrigo, con la ayuda de Abraham, deberá encontrar al asesino antes de que la ciudad se levante en armas contra los judíos.
Martín, culpable por haber provocado la expulsión de Fátima de la Escuela de Traductores, intenta conseguir un permiso Real para que la joven pueda seguir con sus estudios. Lo que Martín ignora es que los muertos que no dejan de aparecer por la ciudad son todos traductores de la Escuela. ¿Está Martín metiendo a Fátima en una trampa mortal?
Capítulo 4: Pacto de mentiras
Un cuarto traductor de la Escuela de Traductores de Toledo aparece salvajemente asesinado. Toledo está al borde de la revuelta contra los judíos. Rodrigo debe impedir que el pueblo se levante en armas y ejecute a Abraham. Es el sabio judío quien da con la clave: el cuarto cadáver era de un judío. Y ha dejado una pista crucial que lleva directamente a la Escuela de Traductores.
Rodrigo está ofendido porque el rey Alfonso X no le recibió la otra noche. Lo que no sabe es que el Rey sufrió un ataque al corazón. Alfonso X debe mantener una imagen de fortaleza ante la Corte en estos tiempos tan revueltos.
Miranda y Oliva siguen buscando el misterioso libro, pero ha desaparecido de la Escuela de Traductores. ¿Quién ha podido sacar un libro de la Escuela sin que nadie se entere?. Buscan quién ha podido sacar ese libro y dan con el nombre de Fátima. La joven debe huir con la ayuda de Martín si quiere salvar su vida.
El rey Alfonso le regala la espada de su padre, Fernando III de Castilla, a Fernando, quien jura ser responsable con ella y con lo que representa. Pero a Fernando le cuesta reprimir sus impulsos y, tras acostarse con una bella doncella, olvida la espada en su cuarto. Deberá recuperar el arma o enfrentarse a la decepción de su padre.
Blanca, feliz por su presentación en la Corte, no comprende por qué Martín le recrimina que pasara tanto tiempo hablando con Humberto Miranda. Su hermano le hace prometer que se alejará de él, pero Blanca está fascinada con el joven noble y no está dispuesta a dejar de verle.
Capítulo 5: El destino
Mientras, Alfonso X, delicado de salud aunque sin confesarlo, decide que Sancho ocupará su puesto en el Consejo del Reino. Su voz será acatada como si fuera la del Rey. Esta decisión provoca tensiones con Violante, que no está nada convencida de la capacidad de Sancho para tomar decisiones importantes. Alfonso X, aún molesto con su esposa por cuestionar sus órdenes, le ordena que no le cuente nada a Rodrigo acerca de su salud.
Un conflicto diplomático altera la normalidad del reino. Dos esclavos cristianos, propiedad de Abu Bark, han escapado y se han escondido en Toledo. Alfonso X y Rodrigo insisten en que esos esclavos deben ser capturados y devueltos a su legítimo dueño, por mucho que les duela entregar a dos cristianos a un destino cruel. Miranda y Oliva opinan que deben defender a todo cristiano en apuros, pero la paz está en juego, por mucho que mantenerla sea duro. Todo se complicará cuando esos dos esclavos, desesperados y hambrientos, ataquen a una tendera.
Amira, la mejor amiga de Fátima, está desolada. Sus padres le han buscado marido, pero ella está enamorada de otro joven. Amira le pedirá a Fátima que interceda por ella ante el Alfaquí, con la esperanza de que Talik convencerá a sus padres para anular el matrimonio de conveniencia y permitir que se case con su amor. Pero Talik es inflexible: la voluntad de los padres no se puede cuestionar. Fátima recurrirá a Martín para ayudar a su amiga e intentar cambiar las duras tradiciones musulmanas. Quién sabe, quizá pensando en su propio futuro con el joven cristiano…
Fernando descubre que, si es tan bueno en los juegos de azar es porque todo el mundo le deja ganar, pues no quieren ofender al infante. Picado, Fernando juega a los dados de incógnito… y pierde. Cuando le ordene a Cristóbal que le entregue su dinero para seguir apostando, su amistad con el joven plebeyo se verá muy afectada.
Blanca regresa a casa tras pasar la noche fuera. Su vestido manchado y la expresión de su cara preocupan a Cristóbal, que supone que ha pasado la noche con Miranda. Blanca le hace prometer que no se lo contará a nadie. Pero Diana, vengativa, hará circular un cruel rumor sobre Blanca que destrozará la reputación de la joven.
Capítulo 6: El fuego de San Antonio
Una extraña y terrible epidemia se extiende como la pólvora por la ciudad provocando el pánico. Los habitantes de Toledo creen que los extranjeros han traído la peste y el rey Alfonso X debe declarar una cuarentena en el zoco. Lo que Martín ignora es que Fátima se ha quedado encerrada también.
El trigo escasea en la ciudad de Toledo y unos cuantos comerciantes extranjeros llegan a la ciudad vendiendo pan de centeno. Al mismo tiempo, Rodrigo, preocupado por los terribles rumores que corren por la Corte sobre Blanca y Humberto, le prohíbe salir de casa. Lo que Rodrigo no puede prever es que Blanca caerá enferma víctima de la peste y acudirá por su propio pie al zoco en cuarentena.
Rodrigo le confiesa a Abraham que hay un complot para asesinar al infante Fernando. Y la única manera de conseguir las pruebas que necesitan es encontrando a un misterioso asesino vestido de negro.
Capítulo 7: Aquitania
Rodrigo vuelve a estar en medio de un conflicto, esta vez con su hijo al que han intentado asesinar. El magistrado se debe a la ley pero su corazón como padre y hombre le desestabiliza. La reina Violante le sigue demostrando todo su apoyo y no puede ocultar el amor que siente hacía él.
El Hombre de Negro embosca a Martín y a Fernando. Pese a que Martín logra que el infante se salve, recibe una profunda herida. Rodrigo, furioso porque el escurridizo asesino casi mata a su hijo, no descansará hasta encontrar al Hombre de Negro.
El rey Alfonso X ha arreglado un matrimonio de conveniencia entre el infante y la hija del Duque, asegurando la paz y un poderoso territorio para Fernando.
Mientras, Toledo está de gala. Una lujosa comitiva del Ducado de Aquitania llega a la ciudad. Y todo en honor de Fernando, pues el rey Alfonso X ha arreglado un matrimonio de conveniencia entre el infante y la hija del Duque, asegurando la paz y un poderoso territorio para Fernando. Pero, ¿estará de acuerdo el joven infante en casarse con una desconocida?
Capítulo 8: Tormenta de estrellas
La ciudad de Toledo se prepara para un gran ataque de Navarra. Rodrigo se ve obligado a detener a su propio hijo en nombre del rey y le confiesa a Violante que nunca ha podido olvidarse de ella.
Soldados de Toledo han sido atacados por el ejército del Reino de Navarra. Alfonso X piensa que, tras romper el acuerdo con Aquitania, los reinos hostiles les ven débiles y vulnerables. Rodrigo debe hacer frente a los preparativos para la guerra, lo que incluye reclutar soldados en la ciudad.
Cristóbal es llamado a filas, pero no como caballero, sino como peón. Martín está dispuesto a arriesgarse pagando un soborno para librarle de ir a la guerra. Pero Rodrigo hace una redada y detienen al contable corrupto y a Humberto Miranda. Martín logra escapar por los pelos. ¿Logrará el hijo del Magistrado Real evitar el calabozo y la deshonra?.
Capítulo 9: Traición
Taliq ha encontrado el guante de Martín en los aposentos de Fátima. Ahora la joven nota que alguien la sigue. ¿Habrá descubierto el Alfaquí su relación secreta con el joven cristiano?
La tensión con el Reino de Navarra sigue en aumento. En un movimiento desesperado, Rodrigo cabalgará hasta la frontera con Navarra para negociar un cese de las hostilidades antes de que se declare la guerra. Pero no irá solo, Abu Bark le acompañará. ¿Pero con qué intenciones?
Mientras, Alfonso X sigue recuperándose. Las tensiones aumentan entre los partidarios de atacar Navarra y los que prefieren esperar a las negociaciones de Rodrigo con el reino vecino. Pero Violante descubre algo terrible, el estado del Rey no se debe a causas naturales…
Una gitana hace unas predicciones sobre el futuro de Fernando. El infante no se lo toma en serio hasta que, una a una, se van cumpliendo.
Capítulo 10: El último templario
Los rumores por Toledo corren como la pólvora: sobre la ciudad ha caído la maldición de los Templarios. Y pronto aparece un nuevo cadáver.
En plena noche, un hombre envuelto en llamas cruza las calles de Toledo y muere a los pies de la cruz del Temple. En su mano agarrotada sujeta una extraña pieza con una inscripción en latín incompleta, pero en la que se distingue claramente la palabra Templario.
Abraham cree que se trata de una pieza del tesoro de los templarios. Y la leyenda dice que aquel que encuentre el tesoro sufrirá una horrible muerte. Los rumores por Toledo corren como la pólvora: sobre la ciudad ha caído la maldición de los Templarios. Y pronto aparece un nuevo cadáver.
Taliq tiene una sorpresa para Fátima: ha arreglado un matrimonio ventajoso con un joven muy agradable, Abdul. Fátima le replica a su padre que sólo se casará por amor, pero Taliq es inflexible, su responsabilidad como musulmana es casarse con quien su padre diga y tener hijos. ¿Podrá salir Fátima de una situación en la que peligra su amor por Martín?
Capítulo 11: La culpa
Martín está más enamorado de Fátima que nunca. Pero el corazón de nuestro joven héroe sufrirá lo indecible cuando descubra que la joven está prometida con Abdul.
Tras años de guerra y lucha, un numeroso grupo de excombatientes cristianos llega a Toledo, reclamando las tierras que les fueron prometidas a cambio de formar parte del ejército.
Miranda y Oliva son partidarios de expropiar los terrenos a sus propietarios actuales, musulmanes, y dárselos a los soldados cristianos. Rodrigo y Alfonso X se oponen a quebrantar la delicada paz. Y el problema se agrava cuando Gonzalo, hijo de Lope, se convierte en el cabecilla de los excombatientes, lo que convierte su lucha en algo personal contra Rodrigo, el asesino de su padre.
Con los excombatientes regresa alguien dado por muerto: Pelayo, el padre de Cristóbal. El joven está muy ilusionado por la vuelta de su progenitor, pero no cuáles serán las verdaderas intenciones de Pelayo.
Capítulo 12: Redención
Bárbara está en posesión del medallón de Violante que tan ansiosamente buscan Rodrigo por un lado y Miranda por el otro. Pero,  ¿cuáles son sus verdaderas intenciones?
Por orden del Rey, soldados de Castilla cierran la mezquita de Toledo. La población musulmana monta en cólera por la profanación de suelo sagrado, pero Alfonso X está dispuesto a expropiar ese terreno para construir una catedral con la que espera redimir sus pecados, aunque los disturbios incendien la ciudad.
Abraham le da una mala noticia a Martín, Fátima se va a casar con Abdul. Cuando el joven acuda a pedir explicaciones se encontrará frente a frente con Abdul, quien quiere dar por terminada la aventura romántica de su prometida.
Mientras, Fernando cae rendido a los pies de una bailarina exótica que no sucumbe a su juego de seducción, lo que provoca que el infante caiga rendido a sus pies.
Capítulo 13: La última batalla
Miranda ordena un sangriento asalto a la mezquita ocupada. Rodrigo monta en cólera y Alfonso X le pide que intente pacificar a la población musulmana, eso es lo único que se puede hacer ahora.
Desgraciadamente, Abu Bark clama venganza y Alfonso X ordena a Miranda preparar un ejército para combatirle. ¿Es el fin de la convivencia pacífica en Toledo?
Mientras Toledo se desmorona por el asalto a la mezquita, Martín y Fátima ultiman sus planes para huir juntos. Pero Talik descubre a su hija haciendo el equipaje. ¿Es el fin de esta historia de amor?
El Hombre de Negro logra sacar a Fernando de palacio para su cita con Mónica. Sólo Blanca ha sido testigo de su extraña huida y así informa a Martín y Cristóbal.  ¿Lograrán legar a tiempo para salvar la vida del infante?
Tras haber matado a Abu Bark, el magistrado empieza a marearse y a encontrarse sin fuerzas, Abu Bark le hiere con el filo envenenado de su insignia. Rodrigo se despide de sus hijos y de su amada Violante.